# Брузо (Верона)
Брузо је насеље у Италији у округу Верона, региону Венето.
Према процени из 2011. у насељу је живело 58 становника. Насеље се налази на надморској висини од 25 м.